# Chaenothecopsis epithallina
Chaenothecopsis epithallina är en lavart som beskrevs av Tibell. Chaenothecopsis epithallina ingår i släktet Chaenothecopsis och familjen Mycocaliciaceae.  Arten är reproducerande i Sverige. Inga underarter finns listade i Catalogue of Life.